# Monte Lipman
Monte Lipman (Brooklyn, ...) è un imprenditore statunitense.
È il fondatore dell'etichetta discografica Republic Records.

## Carriera
Nel 1995 Lipman ha fondato la Republic Records insieme a suo fratello Avery Lipman. L'album di debutto dei Chumbawamba ha venduto più di dieci milioni di copie creando un rapporto con la Universal Music.
Nel gennaio 2000, la Universal Records ha nominato Lipman presidente dell'etichetta e nel 2006 ha creato una joint-venture con essa, la Universal Republic, di cui nel 2013 Lipman è diventato Presidente e Amministratore Delegato.